# Central hidroeléctrica de Volgogrado
La central hidroeléctrica del Volga o Volga GES (en ruso: Волжская ГЭС, Vólzhskaya GES) también conocida como la central de energía hidroeléctrica Volgogrado/Stalingrado 22.º Congreso del PCUS (Сталинградская/Волгоградская ГЭС имени XXII съезда КПСС), es la central hidroeléctrica más grande de Europa y es la última de las cascadas de presas del Volga-Kama, antes de que el río Volga desemboque en el mar Caspio. Hoy, está administrada por la compañía eléctrica RusHydro. Forma el embalse de Volgogrado.
Construida como parte del gran proyecto de industrialización de posguerra llamado Grandes construcciones del comunismo[cita requerida], fue autorizada por Iósif Stalin al firmar la orden del Consejo de Ministros de la URSS n.º 3555 el 6 de agosto de 1950. El plan preveía la construcción de una central al norte de la ciudad de Stalingrado (moderna Volgogrado) con una capacidad de almacenamiento mínima de 1,7 millones de kilovatios hora. 
Diez mil jóvenes de la liga Komsomol se reunieron, provenientes de toda la URSS. Para la construcción se formó toda la ciudad de Volzhsky en la orilla izquierda del río para proporcionar alojamiento para las familias. Se envió maquinaria desde todos los rincones del país: Moscú, Tashkent, Cheliábinsk y Járkov, madera desde Karelia. El más moderno equipamiento eléctrico se llevó desde Zaporozhye y Sverdlovsk, mientras que las turbinas y los generadores fueron producidos en Leningrado. En total más de mil quinientas plantas individuales e institutos de investigaciones enviaron su equipamiento y especialistas. 
Uno de los efectos más negativos de la presa fue que rompió la ruta habitual de migración de los peces hacia sus lugares de cría. El más afectado fue el esturión beluga, crucial para la industria del caviar negro. El canal de pesca resultó poco eficaz y desde 1962 hasta 1967 el nivel anual era 15% del tiempo anterior al pantano.